# باشگاه فوتبال پرسپولیس در فصل ۹۵–۱۳۹۴
فصل ۹۵–۱۳۹۴ پانزدهمین حضور باشگاه پرسپولیس در لیگ برتر خلیج فارس است. این تیم در این فصل در لیگ برتر فوتبال ایران ۹۵–۱۳۹۴ و جام حذفی فوتبال ایران ۹۵–۱۳۹۴ شرکت کرد.

## مرور فصل
باشگاه فوتبال پرسپولیس در این فصل، در رقابت‌های لیگ برتر فوتبال ایران و جام حذفی فوتبال ایران شرکت کرد. در جام حذفی تا مرحله ۱/۴ نهایی مسابقات پیش رفت اما آنجا مقابل تیم ذوب آهن باخت و حذف شد. در لیگ برتر پرسپولیس عملکرد نسبتاً موفقی داشت. در پانزدهمین دوره لیگ برتر، استقلال خوزستان تا روز پایانی لیگ صدرنشین مسابقات بود و با توجه به تفاضل گل بهتر نسبت به پرسپولیس شانس اول برای قهرمانی بود و پرسپولیس برای قهرمانی در هفته آخر باید به مصاف راه‌آهنی می‌رفت که برای سقوط نکردن به سه امتیاز بازی نیاز مبرم داشت. پرسپولیس نیم نگاهی هم به بازی استقلال خوزستان داشت اما برد با تفاضل یک گل پرسپولیس و برد استقلال خوزستان با دو گل مقابل ذوب آهن اصفهان منجر به قهرمانی تیم خوزستانی شد. در حالی‌که هواداران پرسپولیس از این اتفاق ناراحت بودند اما همه استادیوم به احترام تیم محبوبشان ایستاده تیم ناکام رو تشویق کردند و فرهنگ بالای هواداری خودشان را نشان دادند.

### پرسپولیس ۴–۲ استقلال
| پرسپولیس                                                              | ۴–۲   | استقلال                                 |
| --------------------------------------------------------------------- | ----- | --------------------------------------- |
| مهدی طارمی ۵'، ۳۴' · مهدی طارمی · رامین رضاییان ۵۴' · محسن مسلمان ۸۶' | گزارش | جابر انصاری ۵۵' · امید ابراهیمی ۸۹' (پ) |

| GK                | ۱  | سوشا مکانی     |
| RB                | ۲۷ | رامین رضاییان  |
| CB                | ۶  | محسن بنگر      |
| CB                | ۲۳ | لوکا ماریچ     |
| LB                | ۱۵ | محمد انصاری    |
| CM                | ۸  | احمد نوراللهی  |
| RM                | ۱۰ | فرشاد احمدزاده |
| LM                | ۲  | امید عالیشاه   |
| AM                | ۷۷ | محسن مسلمان    |
| CF                | ۷۰ | علی علیپور     |
| CF                | ۹  | مهدی طارمی     |
| تعویض‌ها:          |    |                |
| CM                | ۱۸ | مهرداد کفشگری  |
| RB                | ۴۰ | بابک حاتمی     |
| CF                | ۱۴ | جری بنگستون    |
| سرمربی:           |    |                |
| برانکو ایوانکوویچ |    |                |

| GK           | ۱  | سید مهدی رحمتی   |
| RB           | ۳۴ | میلاد فخرالدینی  |
| CB           | ۵  | حنیف عمران زاده  |
| CB           | ۱۵ | هرایر مکویان     |
| LB           | ۲۰ | میثم مجیدی       |
| RM           | ۲  | خسرو حیدری       |
| CM           | ۳  | محمدرضا خرسندنیا |
| CM           | ۶  | امید ابراهیمی    |
| LM           | ۹۹ | عادل شیحی        |
| CF           | ۹  | آرش برهانی       |
| CF           | ۱۰ | سجاد شهباززاده   |
| تعویض‌ها:     |    |                  |
| LM           | ۸  | یعقوب کریمی      |
| CF           | ۱۱ | جابر انصاری      |
| سرمربی:      |    |                  |
| پرویز مظلومی |    |                  |

شرح بازی:
گل زودهنگام مهدی طارمی خیلی سریع تکلیف بازی را روشن کرد. پرسپولیس با کنترل توپ در تمام زمین و حرکات کوتاه حمله‌ورانش با میدان‌داری هافبک‌ها بازی را در اختیار گرفت و به سرعت به گل اول رسید. بعد از این گل استقلالی‌ها هجوم‌هایی خطرناک روی دروازه پرسپولیس داشتند اما پرسپولیس باز هم بازی را در اختیار گرفت و گل دوم را به ثمر رساند. بعد از این گل آنها شانس به ثمر رساندن گل سوم را هم توسط مهدی طارمی داشتند اما واکنش عالی مهدی رحمتی مانع از هت‌تریک طارمی از روی نقطه پنالتی شد. با شروع نیمه دوم باز هم پرسپولیس بود که توپ را به بهتر به گردش درمی‌آورد و آنها توسط رضائیان به گل سوم رسیدند. اما استقلال بلافاصله توسط انصاری به گل رسید تا بازی به اوج هیجان برسد. پرسپولیسی‌ها در دقایق بعدی بیشتر به میدان‌داری پرداختند و در دقیقه ۸۵ روی یک ضدحمله برای چهارمین بار دروازه رحمتی را توسط مسلمان باز کردند. بعد از این گل استقلال با یک پنالتی فاصله را کم کرد اما این گل برای جلب رضایت هواداران استقلال به هیچ وجه کافی نبود.
بهترین بازیکن:
مهدی طارمی با به ثمر رساندن ۲ گل و یک پاس گل نقش بزرگی در پیروزی امروز پرسپولیس داشت اما به جز او فرشاد احمدزاده، رامین رضائیان، محسن مسلمان، محسن بنگر، لوکا ماریچ و سوشا مکانی هم روز خوبی را پشت سر گذاشتند.
اتفاق ویژه:
پیروزی امروز قرمزها مقابل استقلال دومین بازی پرگل تاریخ این رقابت است. قبلاً پرسپولیسی‌ها با ثبت یک برد ۶ گله پرگل‌ترین دربی تاریخ را ثبت کرده بودند.
خلاصه بازی:
خلاصه بازی پرسپولیس ۴-۲ استقلال

## کادر فنی
| پست               | نام               |
| ----------------- | ----------------- |
| سرمربی            | برانکو ایوانکوویچ |
| کمک مربی          | آندری پانادیچ     |
| مربی اول          | کریم باقری        |
| مربی دروازه بانان | ایگور پانادیچ     |
| بدنساز            | مارکو استیلینوویچ |
| آنالیزور          | فرزاد حبیب‌اللهی   |
| دکتر              | دکتر علیرضا حقیقت |
| فیزیوتراپیست      | میثم علیپور       |
| سرپرست            | محمود خوردبین     |
| مدیر رسانه        | پندار خمارلو      |

## بازیکنان
| دروازه‌بان |           |                  |                 |             |
| شماره     | ملیت      | نام              | تیم قبلی        | توضیحات     |
| ۵۵        | ازبکستان  | الکساندر لوبانوف | پاختاکور        |             |
| ۸۸        | ایران     | ایمان صادقی      | ملوان           |             |
| ۱         | ایران     | سوشا مکانی       | فولاد           |             |
| ۱۲        | ایران     | مرتضی قدیمی‌پور   | آکادمی          |             |
| ۳۰        | ایران     | علی محسن‌زاده     | نفت تهران       |             |
| مدافع     |           |                  |                 |             |
| ۲۷        | ایران     | رامین رضاییان    | راه‌آهن          |             |
| ۶         | ایران     | محسن بنگر        | سپاهان          | کاپیتان دوم |
| ۲۰        | ایران     | علیرضا نورمحمدی  | راه‌آهن          | کاپیتان اول |
| ۴         | کاستاریکا | مایکل اومانیا    | ساپریسا         |             |
| ۱۵        | ایران     | محمد انصاری      | شهرداری تبریز   |             |
| ۴۰        | ایران     | بابک حاتمی       | سایپا           |             |
| ۴۴        | ایران     | امیرعباس آینه چی | آکادمی          |             |
| ۲۳        | کرواسی    | لوکا ماریچ       | زاویشا بیدگوشچ  |             |
| ۳         | ایران     | وحید حیدریه      | پیکان           |             |
| هافبک     |           |                  |                 |             |
| ۲         | ایران     | امید عالیشاه     | راه آهن         | کاپیتان سوم |
| ۸         | ایران     | احمد نوراللهی    | فولاد یزد       |             |
| ۱۱        | ایران     | کمال کامیابی نیا | نفت تهران       |             |
| ۱۸        | ایران     | مهرداد کفشگری    | راه آهن         |             |
| ۲۹        | ایران     | محمد رحمتی       | آکادمی          |             |
| ۱۹        | ایران     | میلاد کمندانی    | مقاومت تهران    |             |
| ۱۰        | ایران     | فرشاد احمدزاده   | تراکتور         |             |
| ۲۴        | ایران     | هادی نوروزی      | گهر دورود       |             |
| ۷۷        | ایران     | محسن مسلمان      | ذوب‌آهن          |             |
| مهاجم     |           |                  |                 |             |
| ۱۶        | ایران     | رضا خالقی فر     | راه آهن         |             |
| ۱۴        | هندوراس   | جری بنگتسون      | بلگرانو         |             |
| ۷۰        | ایران     | علی علیپور       | راه آهن         |             |
| ۹         | ایران     | مهدی طارمی       | ایران‌جوان بوشهر |             |
| ۲۲        | ایران     | شهاب زاهدی       | آکادمی          |             |

- در تاریخ ۹ مهر ۱۳۹۴ کاپیتان تیم پرسپولیس، هادی نوروزی در سن ۳۰ سالگی به علت ایست قلبی از دنیا رفت.

## نقل و انتقالات

### ورودی تابستانی
| ورودی |           |                 |    |                |      |
| ۱۵    | مدافع     | محمد انصاری     | ۲۳ | شهرداری تبریز  | دائم |
| ۱۳    | مدافع     | حسین ماهینی     | ۲۹ | ملوان          | دائم |
| ۸۸    | دروازه‌بان | ایمان صادقی     | ۲۳ | ملوان          | دائم |
| ۱۱    | هافبک     | کمال کامیابی‌نیا | ۲۶ | نفت تهران      | دائم |
| ۱۰    | هافبک     | فرشاد احمدزاده  | ۲۲ | تراکتور        | دائم |
| ۲۷    | مدافع     | رامین رضاییان   | ۲۵ | راه‌آهن         | دائم |
| ۲۳    | مدافع     | لوکا ماریچ      | ۲۸ | زاویشا بیدگوشچ | دائم |
| ۷۷    | هافبک     | محسن مسلمان     | ۲۴ | ذوب‌آهن         | دائم |
| ۱۴    | مهاجم     | جری بنگتسون     | ۲۸ | بلگرانو        | دائم |
| ۳     | مدافع     | وحید حیدریه     | ۲۲ | پیکان          | دائم |

### خروجی تابستانی
| شماره | پست   | نام               | سن | به تیم            | نوع انتقال |
| ----- | ----- | ----------------- | -- | ----------------- | ---------- |
| خروجی |       |                   |    |                   |            |
| ۲۶    | مدافع | حمیدرضا علی‌عسگری  | ۲۵ | راه‌آهن            | دائم       |
| ۶۶    | هافبک | فرناندو گابریل    | ۲۷ | الفیصلی           | دائم       |
| ۱۴    | هافبک | محمد نوری         | ۳۲ | مسیمیر            | دائم       |
| ۸     | مهاجم | مهدی دغاغله       | ۲۵ | فولاد             | دائم       |
| ۱۵    | مهاجم | افشین اسماعیل‌زاده | ۲۳ | مس کرمان          | دائم       |
| ۱۰    | مهاجم | رضا نوروزی        | ۳۲ | سایپا             | دائم       |
| ۳۳    | مهاجم | محمد عباس‌زاده     | ۲۵ | راه‌آهن            | دائم       |
| ۱۱    | هافبک | پیام صادقیان      | ۲۳ | نفت تهران         | دائم       |
| ۲۶    | مدافع | محمدرضا خانزاده   | ۲۳ | فولاد             | دائم       |
| ۳۰    | مدافع | مبین میردروقی     | ۲۲ | استقلال اهواز     | دائم       |
| ۲۲    | مهاجم | تادئو             | ۲۹ | Boa Esporte Clube | دائم       |
|       |       |                   |    |                   |            |
| ۵     | مدافع | مهدی جعفرپور      | ۳۰ | راه‌آهن            | دائم       |

### ورودی زمستانی
| ورودی |           |                  |    |                |      |
| ۵۵    | دروازه‌بان | الکساندر لوبانوف | ۳۰ | پخته‌کار تاشکند | دائم |
| ۴۴    | مدافع     | امیرعباس آینه‌چی  | ۲۲ | آکادمی         | دائم |
| ۳۰    | دروازه‌بان | علی محسن‌زاده     | ۲۲ | نفت تهران      | دائم |

### خروجی زمستانی
| شماره | پست       | نام         | سن | به تیم       | نوع انتقال |
| ----- | --------- | ----------- | -- | ------------ | ---------- |
| خروجی |           |             |    |              |            |
| ۵۵    | دروازه‌بان | ایمان صادقی | ۲۳ | خونه به خونه | دائم       |
| ۲۷    | هافبک     | علی فاطمی   | ۲۲ | راه‌آهن       | دائم       |

## بازی‌های دوستانه
برد
      مساوی
      باخت
      برنامه‌ریزی شده

### پیش فصل
|  | پرسپولیس                               | ۴ – ۰ | پرسپولیس قائمشهر | تهران                |
|  | فرشاد احمدزاده امید عالیشاه مهدی طارمی |       |                  | ورزشگاه: آزادی تهران |

|  | گنچلر بیرلیغی | ۰ – ۰ | پرسپولیس | ترکیه |

|  | ترینیداد و توباگو زیر ۲۳ سال | ۰ – ۲ | پرسپولیس                         | ترکیه |
|  |                              |       | علی علیپور ۵۰' میلاد کمندانی ۹۰' |       |

|  | آلتین | ۰ – ۵ | پرسپولیس                                                     | ترکیه |
|  |       |       | علی علیپور ۱۵'، ۴۲'، ۴۹' فرشاد احمدزاده ۱۸' رضا خالقی فر ۷۱' |       |

### طول فصل
|  | پرسپولیس                    | ۲ – ۱ | نساجی مازندران | تهران                |
|  | امید عالیشاه فرشاد احمدزاده |       | علی ریحانی     | ورزشگاه: آزادی تهران |

|  | پرسپولیس     | ۱ – ۰ | مس کرمان | تهران                |
|  | امید عالیشاه |       |          | ورزشگاه: آزادی تهران |

|  | پرسپولیس                                                      | ۶ – ۰ | پرسپولیس زیر ۲۱ سال | تهران                |
|  | محسن مسلمان امید عالیشاه هادی نوروزی میلاد کمندانی علی علیپور |       |                     | ورزشگاه: آزادی تهران |

|  | پرسپولیس                              | ۳ – ۰ | بهمن جوان | تهران                |
|  | کمال کامیابی نیا بابک حاتمی علی فاطمی |       |           | ورزشگاه: آزادی تهران |

|  | العروبیه | ۴ – ۶ | پرسپولیس                          | عمان |
|  |          |       | علی علیپور بابک حاتمی جری بنگتسون |      |

|  | السیب | ۰ – ۱ | پرسپولیس     | عمان |
|  |       |       | امید عالیشاه |      |

## رقابت

### بررسی مسابقات
| رقابت    | اولین بازی     | آخرین بازی       | شروع دور        | جایگاه نهایی   | آمار | آمار | آمار | آمار | آمار | آمار | آمار | آمار  |
| رقابت    | اولین بازی     | آخرین بازی       | شروع دور        | جایگاه نهایی   | بازی | ب    | ت    | ش    | گ‌ز   | گ‌خ   | ت‌گ   | % برد |
| -------- | -------------- | ---------------- | --------------- | -------------- | ---- | ---- | ---- | ---- | ---- | ---- | ---- | ----- |
| لیگ برتر | ۹ مرداد ۱۳۹۴   | ۲۴ اردیبهشت ۱۳۹۵ | هفته 1          | نایب قهرمان    | ۳۰   | ۱۶   | ۹    | ۵    | ۵۰   | ۳۴   | —    | ۰۵۳   |
| جام حذفی | ۲۲ شهریور ۱۳۹۴ | ۱۳ آبان ۱۳۹۴     | یک‌شانزدهم نهایی | یک چهارم نهایی | ۳    | ۲    | ۰    | ۱    | ۲    | ۲    | —    | ۰۶۷   |
| مجموع    | مجموع          | مجموع            | مجموع           | مجموع          | ۳۳   | ۱۸   | ۹    | ۶    | ۵۲   | ۰    | ۵۲+  | ۰۵۵   |

منبع: رقابت‌ها

### جدول لیگ
| رتبه | تیم             | بازی | برد | مساوی | باخت | گل زده | گل خورده | گل تفاضل | امتیاز | صعود یا سقوط                       |
| ---- | --------------- | ---- | --- | ----- | ---- | ------ | -------- | -------- | ------ | ---------------------------------- |
| ۱    | استقلال خوزستان | ۳۰   | ۱۵  | ۱۲    | ۳    | ۳۳     | ۱۴       | ۱۹+      | ۵۷     | مرحله گروهی لیگ قهرمانان آسیا ۲۰۱۷ |
| ۲    | پرسپولیس        | ۳۰   | ۱۶  | ۹     | ۵    | ۵۰     | ۳۴       | ۱۶+      | ۵۷     | مرحله گروهی لیگ قهرمانان آسیا ۲۰۱۷ |
| ۳    | استقلال         | ۳۰   | ۱۳  | ۱۳    | ۴    | ۴۳     | ۲۸       | ۱۵+      | ۵۲     | مرحله پلی‌آف لیگ قهرمانان آسیا ۲۰۱۷ |
| ۴    | تراکتورسازی     | ۳۰   | ۱۳  | ۱۲    | ۵    | ۴۳     | ۲۷       | ۱۶+      | ۵۱     |                                    |
| ۵    | نفت تهران       | ۳۰   | ۱۳  | ۱۰    | ۷    | ۳۰     | ۲۱       | ۹+       | ۴۹     |                                    |
| ۶    | ذوب‌آهن          | ۳۰   | ۱۱  | ۱۳    | ۶    | ۳۸     | ۲۶       | ۱۲+      | ۴۶     | مرحله گروهی لیگ قهرمانان آسیا ۲۰۱۷ |
| ۷    | صبا             | ۳۰   | ۹   | ۱۵    | ۶    | ۳۰     | ۲۴       | ۶+       | ۴۲     |                                    |
| ۸    | سایپا           | ۳۰   | ۱۱  | ۷     | ۱۲   | ۲۸     | ۳۱       | ۳−       | ۴۰     |                                    |
| ۹    | گسترش           | ۳۰   | ۱۰  | ۹     | ۱۱   | ۳۶     | ۳۲       | ۴+       | ۳۹     |                                    |
| ۱۰   | پدیده           | ۳۰   | ۱۰  | ۹     | ۱۱   | ۳۰     | ۳۵       | ۵−       | ۳۹     |                                    |
| ۱۱   | سپاهان          | ۳۰   | ۸   | ۱۴    | ۸    | ۲۹     | ۳۰       | ۱−       | ۳۸     |                                    |
| ۱۲   | فولاد           | ۳۰   | ۹   | ۸     | ۱۳   | ۲۶     | ۳۷       | ۱۱−      | ۳۵     |                                    |
| ۱۳   | سیاه جامگان     | ۳۰   | ۷   | ۶     | ۱۷   | ۲۳     | ۳۴       | ۱۱−      | ۲۷     |                                    |
| ۱۴   | ملوان           | ۳۰   | ۵   | ۱۲    | ۱۳   | ۲۳     | ۳۵       | ۱۲−      | ۲۷     | سقوط به لیگ آزادگان ۹۶–۱۳۹۵        |
| ۱۵   | راه‌آهن          | ۳۰   | ۵   | ۱۰    | ۱۵   | ۲۴     | ۳۶       | ۱۲−      | ۲۵     | سقوط به لیگ آزادگان ۹۶–۱۳۹۵        |
| ۱۶   | استقلال اهواز   | ۳۰   | ۲   | ۷     | ۲۱   | ۱۶     | ۵۸       | ۴۲−      | ۱۳     | سقوط به لیگ آزادگان ۹۶–۱۳۹۵        |

- ۱. تیم ذوب‌آهن اصفهان با قهرمانی در جام حذفی ۹۵–۱۳۹۴ به لیگ قهرمانان آسیا ۲۰۱۷ راه پیدا کرد.

### دست‌آوردها در خانه و بیرون
| مجموع | مجموع  | مجموع | مجموع | مجموع | مجموع | مجموع | مجموع | خانه | خانه | خانه | خانه | خانه | خانه | مهمان | مهمان | مهمان | مهمان | مهمان | مهمان |
| بازی  | امتیاز | پ     | ت     | ش     | گ‌ز    | گ‌خ    | ت‌گ    | پ    | ت    | ش    | گ‌ز   | گ‌خ   | ت‌گ   | پ     | ت     | ش     | گ‌ز    | گ‌خ    | ت‌گ    |
| ----- | ------ | ----- | ----- | ----- | ----- | ----- | ----- | ---- | ---- | ---- | ---- | ---- | ---- | ----- | ----- | ----- | ----- | ----- | ----- |
| ۳۰    | ۵۷     | ۱۶    | ۹     | ۵     | ۵۰    | ۳۴    | ۱۶+   | ۸    | ۴    | ۳    | ۲۴   | ۱۷   | ۷+   | ۸     | ۵     | ۲     | ۲۶    | ۱۷    | ۹+    |

منبع: Ipl Stats

پ = پیروزی؛ ت = تساوی؛ ش = شکست؛ گ‌ز = گل زده؛ گ‌خ = گل خورده؛ ت‌گ = تفاضل گل

### روند هفته به هفته
| هفته    | ۱ | ۲  | ۳  | ۴  | ۵  | ۶  | ۷  | ۸  | ۹  | ۱۰ | ۱۱ | ۱۲ | ۱۳ | ۱۴ | ۱۵ | ۱۶ | ۱۷ | ۱۸ | ۱۹ | ۲۰ | ۲۱ | ۲۲ | ۲۳ | ۲۴ | ۲۵ | ۲۶ | ۲۷ | ۲۸ | ۲۹ | ۳۰ |
| ------- | - | -- | -- | -- | -- | -- | -- | -- | -- | -- | -- | -- | -- | -- | -- | -- | -- | -- | -- | -- | -- | -- | -- | -- | -- | -- | -- | -- | -- | -- |
| زمین    | خ | ب  | ب  | خ  | ب  | خ  | ب  | خ  | ب  | خ  | ب  | خ  | ب  | خ  | ب  | ب  | خ  | خ  | ب  | خ  | ب  | خ  | ب  | خ  | ب  | خ  | ب  | خ  | ب  | خ  |
| دست‌آورد | م | ش  | ش  | ش  | پ  | ش  | پ  | م  | پ  | پ  | م  | پ  | م  | پ  | پ  | م  | پ  | م  | م  | پ  | م  | م  | پ  | پ  | پ  | پ  | پ  | ش  | پ  | پ  |
| جایگاه  | ۶ | ۱۲ | ۱۶ | ۱۶ | ۱۴ | ۱۴ | ۱۱ | ۱۲ | ۱۱ | ۷  | ۹  | ۷  | ۸  | ۶  | ۴  | ۶  | ۵  | ۵  | ۴  | ۳  | ۳  | ۴  | ۳  | ۳  | ۳  | ۱  | ۱  | ۳  | ۲  | ۲  |

زمین: ب = بیرون از خانه، خ = داخل خانه. دست‌آورد: پ = پیروزی، ش = شکست، م = مساوی، ع = به تعویق افتاده.

### بازی‌ها
برد
      مساوی
      باخت
| ۹ مرداد ۱۳۹۴ ۱                  | پرسپولیس                                             | ۲ – ۲                                  | پدیده                    | تهران                                           |
| ۱۸:۰۰ ساعت ایران (یوتی‌سی ۴:۳۰+) | علیپور ۷' · کامیابی‌نیا '۱۱ · نوروزی ۳۸' · نوروزی '۷۳ | سازمان لیگ فارس ورزش ۳ Scoresway گزارش | شاکری ۱۵'، · بادامکی ۱۷' | ورزشگاه: آزادی تماشاگران: ۳۰٬۰۰۰ داور: جهانبازی |

| ۱۵ مرداد ۱۳۹۴ ۲                 | استقلال خوزستان  | ۲ – ۱ | پرسپولیس  | اهواز                                        |
| ۱۹:۳۰ ساعت ایران (یوتی‌سی ۴:۳۰+) | بیت‌سعید ۴۷'، ۵۷' |       | طارمی ۸۷' | ورزشگاه: ورزشگاه غدیر اهواز تماشاگران: ۶٬۰۰۰ |

| ۲۲ مرداد ۱۳۹۴ ۳                 | سپاهان اصفهان                                                          | ۴ – ۲ | پرسپولیس                | اصفهان                                     |
| ۱۹:۲۵ ساعت ایران (یوتی‌سی ۴:۳۰+) | حاج صفی ۹' · اومانیا ۳۹' (گل‌به‌خودی) · عقیلی ۵۴' (پنالتی) · خلعتبری ۸۱' |       | طارمی ۱۳' · عالیشاه ۳۳' | ورزشگاه: ورزشگاه فولادشهر تماشاگران: ۸٬۰۰۰ |

| ۲۹ مرداد ۱۳۹۴ ۴                 | پرسپولیس    | ۱ – ۲ | ذوب آهن اصفهان                   | تهران                  |
| ۱۹:۱۵ ساعت ایران (یوتی‌سی ۴:۳۰+) | عالیشاه ۶۴' |       | رضایی ۷۶' · حسن‌زاده ۹۱'، پنالتی' | ورزشگاه: ورزشگاه آزادی |

| ۳ شهریور ۱۳۹۴ ۵                 | فولاد خوزستان | ۰ – ۲ | پرسپولیس       | اهواز                                         |
| ۱۹:۰۵ ساعت ایران (یوتی‌سی ۴:۳۰+) |               |       | طارمی ۵۱'، ۵۶' | ورزشگاه: ورزشگاه غدیر اهواز تماشاگران: ۱۳٬۰۰۰ |

| ۲۵ شهریور ۱۳۹۴ ۶                | پرسپولیس  | ۱ – ۲ | سایپا البرز            | تهران                                    |
| ۱۹:۰۵ ساعت ایران (یوتی‌سی ۴:۳۰+) | طارمی ۹۱' |       | نوروزی ۶۹' · رضایی ۸۰' | ورزشگاه: ورزشگاه آزادی تماشاگران: ۱۱٬۰۰۰ |

| ۲ مهر ۱۳۹۴ ۷                    | تراکتورسازی تبریز         | ۰ – ۱  | پرسپولیس                                          | تبریز                                                        |
| ۱۶:۲۰ ساعت ایران (یوتی‌سی ۳:۳۰+) | عشوری '۱۰ ایران‌پوریان '۱۴ | ورزش ۳ | بنگستون '۳۶ · احمدزاده '۶۵ · بنگستون ۷۲'، پنالتی' | ورزشگاه: یادگار امام تبریز تماشاگران: ۲۰٬۰۰۰ داور: محسن ترکی |

| ۲۳ مهر ۱۳۹۴ ۸                   | پرسپولیس               | ۱ – ۱  | صبای قم                                                   | تهران                                                   |
| ۱۸:۵۵ ساعت ایران (یوتی‌سی ۳:۳۰+) | طارمی ۸۶' · نورمحمدی۸۹ | ورزش ۳ | قاضی ۲۰' · آقازمانی '۴۵ · صادقی '۴۹ · باقری '۷۰ · دهنوی۸۹ | ورزشگاه: آزادی تهران تماشاگران: ۳۵٬۰۰۰ داور: حاج بابایی |

| ۲۸ مهر ۱۳۹۴ ۹                   | سیاه جامگان | ۱ – ۲  | پرسپولیس                               | مشهد                                               |
| ۱۵:۰۰ ساعت ایران (یوتی‌سی ۳:۳۰+) | نقی‌زاده ۸۲' | ورزش ۳ | رضاییان ۴۰' · احمدزاده ۷۲' · طارمی '۷۵ | ورزشگاه: ثامن مشهد تماشاگران: ۱۰٬۰۰۰ داور: خورشیدی |

| ۴ آبان ۱۳۹۴ ۱۰                  | پرسپولیس                                              | ۲ – ۰  | ملوان               | تهران                                              |
| ۱۷:۴۵ ساعت ایران (یوتی‌سی ۳:۳۰+) | عالیشاه '۴۷ · احمدزاده '۵۲ · علیپور ۶۷' · بنگستون ۷۵' | ورزش ۳ | پورقاز '۴۴ آبشک '۵۵ | ورزشگاه: آزادی تهران تماشاگران: ۱۰٬۰۰۰ داور: حیدری |

| ۸ آبان ۱۳۹۴ ۱۱                  | استقلال تهران                                                                | ۱ – ۱  | پرسپولیس    | تهران                                             |
| ۱۵:۰۰ ساعت ایران (یوتی‌سی ۳:۳۰+) | میثم مجیدی '۴۲ · انصاری ۴۹' · شهباززاده '۶۰ · حاج محمدی '۸۱ · محسن کریمی '۸۱ | ورزش ۳ | بنگستون ۹۵' | ورزشگاه: آزادی تهران تماشاگران: ۹۰٬۰۰۰ داور: ترکی |

| ۳۰ آبان ۱۳۹۴ ۱۲                 | پرسپولیس                                 | ۱ – ۰  | استقلال اهواز | تهران                                               |
| ۱۶:۲۰ ساعت ایران (یوتی‌سی ۳:۳۰+) | طارمی ۲۰' · کامیابی‌نیا '۸۱ · عالیشاه '۸۹ | ورزش ۳ | ساکی '۵۳      | ورزشگاه: آزادی تهران تماشاگران: ۹٬۰۰۰ داور: خورشیدی |

| ۹ آذر۱۳۹۴ ۱۳                    | نفت تهران                                                     | ۱ – ۱  | پرسپولیس                                                                              | تهران                                               |
| ۱۵:۰۰ ساعت ایران (یوتی‌سی ۳:۳۰+) | صادقیان '۳۷ · دانشگر ۷۳' · دانشگر '۷۳ · مبعلی '۸۰ · مطهری '۸۹ | ورزش ۳ | کمندانی ۴۰' · نوراالهی '۴۲ · مسلمان '۵۷ · طارمی · علیپور '۶۹ · طارمی '۷۴ · انصاری '۷۹ | ورزشگاه: تختی تهران تماشاگران: ۱۰٬۰۰۰ داور: اکبریان |

| ۲۳ آذر ۱۳۹۴ ۱۴ | پرسپولیس            | ۱ – ۰ | گسترش فولاد        | تهران                                 |
|                | جری بنگتسون ۳۵' '۳۵ |       | داریوش شجاعیان '۸۷ | ورزشگاه: آزادی تهران تماشاگران: ۴٬۵۰۰ |

| ۲۶ آذر ۱۳۹۴ ۲۶ | راه آهن | ۰ – ۲ | پرسپولیس                                       | شهر قدس           |
|                |         |       | احمدزاده '۱۴ مهدی طارمی ۲۵'، ۴۲' محسن بنگر '۳۱ | تماشاگران: ۱۱٬۸۰۰ |

| ۵ دی ۱۳۹۴ ۱۶ | پدیده                                                                                         | ۲ – ۲ | پرسپولیس                                                            | مشهد                                  |
| ۱۴:۴۵        | محسن بیات '۱۷ · حسین بادامکی '۳۴ · ایگور پراهیچ '۴۹ · مهدی خیری ۵۶' '۷۲ · محمود خمیسی ۷۳' '۸۳ |       | کمندانی '۴۰ · مهدی طارمی ۶۶' · سوشا مکانی '۸۵ · رامین رضاییان ۹۰+۴' | ورزشگاه: ثامن‌الائمه تماشاگران: ۱۸٬۰۰۰ |

| ۱۰ دی ۱۳۹۴ ۱۷ | پرسپولیس                                      | ۲ – ۰ | استقلال خوزستان                             | تهران                                                   |
|               | امید عالیشاه ۱۶' محسن بنگر '۲۳ مهدی طارمی ۴۸' |       | حکیم نصاری '۲۴ دانیال ماهینی '۳۲ د خسوس '۷۷ | ورزشگاه: آزادی تهران تماشاگران: ۴۰٬۰۰۰ داور: احمد صالحی |

| ۱۳ بهمن ۱۳۹۴ ۱۸ | پرسپولیس                          | ۲ – ۲ | سپاهان                      | تهران          |
|                 | علیپور ۵۰' · کمال کامیابی نیا ۷۴' |       | فاضل موسایف ۱۰' · شیمبا ۶۵' | ورزشگاه: آزادی |

| ۱۸ بهمن ۱۳۹۴ ۱۹ | ذوب آهن                                    | ۲ – ۲ | پرسپولیس                          | اصفهان |
|                 | مسعود حسن‌زاده ۷۰' (پ) · مرتضی تبریزی ۹۰+۳' |       | امید عالیشاه ۳۵' · علی علیپور ۷۳' |        |

| ۲۳ بهمن ۱۳۹۴ ۲۰ | پرسپولیس       | ۱ – ۰      | فولاد | تهران                |
|                 | مهدی طارمی ۱۳' | خلاصه بازی |       | ورزشگاه: آزادی تهران |

| ۲۹ بهمن ۱۳۹۴ ۲۱ | سایپا             | ۱ – ۱ | پرسپولیس          | تهران |
|                 | مهدی دغاغله ۹۰+۱' |       | احمد نوراللهی ۱۱' |       |

| ۱۶ اسفند ۱۳۹۴ ۲۲ | پرسپولیس          | ۱ – ۱      | تراکتورسازی          | تهران          |
|                  | رامین رضاییان ۱۳' | خلاصه بازی | محمد ایرانپوریان ۳۹' | ورزشگاه: آزادی |

| ۲۱ اسفند ۱۳۹۴ ۲۳ | صبا | ۰ – ۱            | پرسپولیس           | قم |
|                  |     | گزارش خلاصه بازی | فرشاد احمدزاده ۴۳' |    |

| ۱۵ فروردین ۱۳۹۵ ۲۴ | پرسپولیس                             | ۳ –۲             | سیاه جامگان                        | تهران                |
|                    | مهدی طارمی ۴۱'، ۸۳' · علی علیپور ۷۰' | گزارش خلاصه بازی | حسین کریمی ۵' · میثم حسینی ۶۲' (پ) | ورزشگاه: آزادی تهران |

| ۲۱ فروردین ۱۳۹۵ ۲۵ | ملوان                   | ۱ – ۲            | پرسپولیس                                    | انزلی |
|                    | سیدجلال رافخایی ۱۰' (پ) | گزارش خلاصه بازی | جری بنگتسون ۶' (پ) · کمال کامیابی نیا ۹۰+۳' |       |

| ۲۷ فروردین ۱۳۹۵ ۲۶ | پرسپولیس                                                              | ۴ – ۲            | استقلال تهران                           | تهران                                |
| ۱۹:۰۰              | مهدی طارمی ۵'، ۳۴' · مهدی طارمی · رامین رضاییان ۵۴' · محسن مسلمان ۸۶' | گزارش خلاصه بازی | جابر انصاری ۵۵' · امید ابراهیمی ۸۹' (پ) | ورزشگاه: آزادی تهران داور: محسن ترکی |

| ۳ اردیبهشت ۱۳۹۵ ۲۷ | استقلال اهواز | ۰ – ۲            | پرسپولیس             | اهواز |
|                    |               | گزارش خلاصه بازی | جری بنگتسون ۵۶'، ۸۶' |       |

| ۹ اردیبهشت ۱۳۹۵ ۲۸ | پرسپولیس | ۰ – ۲            | نفت تهران                           | تهران                  |
|                    |          | گزارش خلاصه بازی | وحید امیری ۸۴' · مجتبی حق‌دوست ۹۰+۳' | ورزشگاه: ورزشگاه آزادی |

| ۱۹ اردیبهشت ۱۳۹۵ ۲۹ | گسترش فولاد                            | ۲ – ۴            | پرسپولیس                                                     | تبریز |
|                     | محمد ابراهیمی ۵۶' · داریوش شجاعیان ۸۷' | گزارش خلاصه بازی | فرشاد احمدزاده ۳۲' · محمد انصاری ۴۲' · امید عالیشاه ۷۰'، ۸۵' |       |

| ۲۴ اردیبهشت ۱۳۹۵ ۳۰ | پرسپولیس                                  | ۲ – ۱            | راه‌آهن           | تهران                                                       |
| ۱۸:۰۰               | رامین رضاییان ۸۲' (پ) · احمد نوراللهی ۸۵' | گزارش خلاصه بازی | مهرداد محمدی ۸۹' | ورزشگاه: آزادی تهران تماشاگران: ۱۰۰٬۰۰۰ داور: رضا کرمانشاهی |

### جام حذفی
| ۲۲ شهریور ۱۳۹۴ ۱/۱۶ | پرسپولیس                                                 | ۱ – ۰ | پیکان             | تهران                                 |
|                     | سوشا مکانی '۳۴ فرشاد احمدزاده '۴۵ مهدی طارمی ۶۸' (پ) '۸۷ |       | صادق بارانی ، '۸۳ | ورزشگاه: آزادی تهران تماشاگران: ۷٬۰۰۰ |

| ۳۰ شهریور ۱۳۹۴ ۱/۸ | پرسپولیس                                                                                      | ۱ – ۰ (و.ا.) | ملوان | تهران                                  |
|                    | احمد نوراللهی '۹۴ مهدی طارمی ۱۰۰' '۸۵ '۱۰۸ سوشا مکانی '۱۰۸ علی علیپور '۱۱۸ رامین رضاییان '۱۲۰ |              |       | ورزشگاه: آزادی تهران تماشاگران: ۱۷٬۰۰۰ |

| ۱۳ آبان ۱۳۹۴ ۱/۴ | ذوب آهن                          | ۲ – ۰ (و.ا.) | پرسپولیس                    | اصفهان                    |
|                  | مرتضی تبریزی ۱۰۸' رضا شکاری ۱۱۶' |              | ایمان صادقی '۲۳ محسن مسلمان | ورزشگاه: ورزشگاه فولادشهر |

## آمار

### گلزنان
| رتبه | شم         | ملیت       | پست        | نام              | لیگ برتر      | جام حذفی      | مجموع |    |   |
| ---- | ---------- | ---------- | ---------- | ---------------- | ------------- | ------------- | ----- | -- | - |
| ۱    | ۹          | ایران      | مهاجم      | مهدی طارمی       | ۱۶            | ۲             | ۱۸    |    |   |
| ۲    | ۱۴         | هندوراس    | مهاجم      | جری بنگتسون      | ۷             |               | ۷     |    |   |
| ۳    | ۲          | ایران      | هافبک      | امید عالیشاه     | ۶             |               | ۶     |    |   |
| ۳    | ۴          | ۷۰         | ایران      | مهاجم            | علی علیپور    | ۵             |       | ۵  |   |
| ۳    | ۴          | ۲۷         | ایران      | مدافع            | رامین رضاییان | ۵             |       | ۵  |   |
| ۵    | ۱۰         | ایران      | هافبک      | فرشاد احمدزاده   | ۳             |               | ۳     |    |   |
| ۶    | ۸          | ایران      | هافبک      | احمد نوراللهی    | ۲             |               | ۲     |    |   |
| ۶    | ۱۱         | ایران      | هافبک      | کمال کامیابی نیا | ۲             |               | ۲     |    |   |
| ۶    | ۷          | ۷۷         | ایران      | هافبک            | محسن مسلمان   | ۱             |       | ۱  |   |
| ۶    | ۷          | ۷          | ۱۹         | ایران            | هافبک         | میلاد کمندانی | ۱     |    | ۱ |
| ۷    | ۷          | ۷          | ۲۴         | ایران            | هافبک         | هادی نوروزی   | ۱     |    | ۱ |
| ۷    | گل به خودی | گل به خودی | گل به خودی | گل به خودی       | گل به خودی    | ۱             |       | ۱  |   |
| ۷    | مجموع      | مجموع      | مجموع      | مجموع            | مجموع         | ۵۰            | ۲     | ۵۲ |   |

### پاس گل
| رتبه  | شم    | ملیت  | پست     | نام           | لیگ برتر       | جام حذفی      | مجموع |   |   |
| ----- | ----- | ----- | ------- | ------------- | -------------- | ------------- | ----- | - | - |
| ۱     | ۲     | ایران | مهاجم   | امید عالیشاه  | ۹              |               | ۹     |   |   |
| ۲     | ۷۰    | ایران | مهاجم   | علی علیپور    | ۶              | ۱             | ۷     |   |   |
| ۳     | ۹     | ایران | هافبک   | مهدی طارمی    | ۵              |               | ۵     |   |   |
| ۳     | ۳     | ۱۰    | ایران   | مهاجم         | فرشاد احمدزاده | ۵             |       | ۵ |   |
| ۳     | ۴     | ۲۷    | ایران   | مدافع         | رامین رضاییان  | ۳             |       | ۳ |   |
| ۴     | ۷۷    | ایران | هافبک   | محسن مسلمان   | ۳              |               | ۳     |   |   |
| ۵     | ۸     | ایران | هافبک   | احمد نوراللهی | ۱              | ۱             | ۲     |   |   |
| ۶     | ۶     | ایران | هافبک   | محسن بنگر     | ۱              |               | ۱     |   |   |
| ۶     | ۶     | ۱۴    | هندوراس | هافبک         | جری بنگتسون    | ۱             |       | ۱ |   |
| ۶     | ۶     | ۶     | ۱۹      | ایران         | هافبک          | میلاد کمندانی | ۱     |   | ۱ |
| ۶     | ۶     | ۶     | ۲۴      | ایران         | هافبک          | هادی نوروزی   | ۱     |   | ۱ |
| ۶     | ۶     | ۶     | ۱۵      | ایران         | هافبک          | محمد انصاری   | ۱     |   | ۱ |
| ۶     | ۶     | ۶     | ۴۰      | ایران         | هافبک          | بابک حاتمی    | ۱     |   | ۱ |
| مجموع | مجموع | مجموع | مجموع   | مجموع         | ۳۹             | ۲             | ۴۱    |   |   |